# Renève
Renève és un municipi francès, situat al departament de la Costa d'Or i a la regió de Borgonya - Franc Comtat. L'any 2007 tenia 425 habitants.

## Demografia

### Població
El 2007 la població de fet de Renève era de 425 persones. Hi havia 152 famílies, de les quals 44 eren unipersonals (28 homes vivint sols i 16 dones vivint soles), 48 parelles sense fills, 56 parelles amb fills i 4 famílies monoparentals amb fills.
La població ha evolucionat segons el següent gràfic:
Habitants censats

### Habitatges
El 2007 hi havia 194 habitatges, 161 eren l'habitatge principal de la família, 17 eren segones residències i 16 estaven desocupats. 190 eren cases i 4 eren apartaments. Dels 161 habitatges principals, 134 estaven ocupats pels seus propietaris, 19 estaven llogats i ocupats pels llogaters i 8 estaven cedits a títol gratuït; 8 tenien dues cambres, 26 en tenien tres, 46 en tenien quatre i 81 en tenien cinc o més. 122 habitatges disposaven pel capbaix d'una plaça de pàrquing. A 64 habitatges hi havia un automòbil i a 81 n'hi havia dos o més.

### Piràmide de població
La piràmide de població per edats i sexe el 2009 era:
| Homes | Edats   | Dones |
| ----- | ------- | ----- |
| 0     | 95 o +  | 0     |
| 0     | 90 a 94 | 0     |
| 8     | 85 a 89 | 4     |
| 4     | 80 a 84 | 0     |
| 8     | 75 a 79 | 16    |
| 16    | 70 a 74 | 24    |
| 4     | 65 a 69 | 16    |
| 12    | 60 a 64 | 4     |
| 8     | 55 a 59 | 12    |
| 12    | 50 a 54 | 16    |
| 32    | 45 a 49 | 20    |
| 20    | 40 a 44 | 16    |
| 12    | 35 a 39 | 4     |
| 20    | 30 a 34 | 12    |
| 12    | 25 a 29 | 4     |
| 8     | 20 a 24 | 4     |
| 4     | 15 a 19 | 16    |
| 12    | 10 a 14 | 8     |
| 12    | 5 a 9   | 4     |
| 4     | 0 a 4   | 0     |

## Economia
El 2007 la població en edat de treballar era de 289 persones, 186 eren actives i 103 eren inactives. De les 186 persones actives 178 estaven ocupades (96 homes i 82 dones) i 8 estaven aturades (3 homes i 5 dones). De les 103 persones inactives 27 estaven jubilades, 17 estaven estudiant i 59 estaven classificades com a «altres inactius».

### Ingressos
El 2009 a Renève hi havia 161 unitats fiscals que integraven 379,5 persones, la mediana anual d'ingressos fiscals per persona era de 18.203 €.

### Activitats econòmiques
Dels 16 establiments que hi havia el 2007, 1 era d'una empresa alimentària, 3 d'empreses de fabricació d'altres productes industrials, 3 d'empreses de construcció, 3 d'empreses de comerç i reparació d'automòbils, 2 d'empreses de transport, 1 d'una empresa immobiliària i 3 d'empreses de serveis.
Dels 5 establiments de servei als particulars que hi havia el 2009, 1 era una oficina de correu, 1 paleta, 1 guixaire pintor, 1 fusteria i 1 lampisteria.
L'únic establiment comercial que hi havia el 2009 era una fleca.
L'any 2000 a Renève hi havia 10 explotacions agrícoles.

## Equipaments sanitaris i escolars
El 2009 hi havia 1 escola maternal i 1 escola elemental.

## Poblacions més properes
El següent diagrama mostra les poblacions més properes.